# Delta Corvi
Delta Corvi (δ Crv, δ Corvi) è una stella della costellazione del Corvo, è conosciuta anche con il nome tradizionale di Algorab dall'arabo ألغراب, Al-Ghurab, che significa «il corvo». Dista all'incirca 87 anni luce dal sistema solare e la sua magnitudine apparente è +2,94. Si tratta di una stella binaria formata da una subgigante bianca e da una nana arancione di sequenza principale, rispettivamente di tipo spettrale A0IV (oB9.5V) e K2V.

## Algorab A
La principale è una stella classificata, a seconda delle fonti, come stella subgigante o ancora di classe B9.5V, cioè dentro la sequenza principale e al termine della classe spettrale B; la sua massa è 2,7 volte quella del Sole, il raggio è il doppio, e la luminosità da 60 a 70 volte superiore.

## Algorab B
La componente secondaria del sistema è una nana arancione con una massa del 75% di quella solare ed una luminosità del 30%. Dista dalla principale 650 UA e le ruota attorno in un periodo di 9400 anni. Vista da B, da questa distanza, Algorab A apparirebbe luminosa come 500 lune piene. È una stella giovane che è appena uscita dalla fase T Tauri e che si sta assestando nella sequenza principale. Un eccesso di emissione infrarossa indica la presenza di un disco circumstellare attorno ad essa, probabile resto della nube di polvere interstellare che ha originato la giovane stella.